# Sebastian Ohlsson (calciatore 1993)
Carl-Robert Sebastian Olsson, comunemente riportato come Sebastian Ohlsson (Göteborg, 26 maggio 1993), è un calciatore svedese, attaccante, centrocampista o difensore del Degerfors.

## Carriera
Si è formato calcisticamente nelle giovanili dell'IFK Göteborg, la principale squadra della città in cui è nato.
Prima dell'inizio della stagione 2013 si è trasferito – in prestito – all'Örgryte, altra squadra della città di Göteborg militante però nel campionato cadetto. Durante l'annata ha giocato titolare in gran parte delle partite disputate dalla prima squadra. L'Örgryte ha terminato la Superettan 2013 al penultimo posto ed è retrocesso, ma il giocatore ha continuato a far parte della rosa a titolo definitivo, dopo che l'IFK Göteborg non gli ha rinnovato il contratto. In terza serie, Ohlsson ha avuto una stagione 2014 da 4 gol in 23 presenze, ma nel 2015 è esploso con 16 marcature siglate in 22 partite, le quali hanno contribuito al ritorno dei rossoblu in Superettan. All'Örgryte è rimasto per un'ulteriore stagione, conclusa con 10 reti in 28 presenze.
Nell'ottobre del 2016 è stato reso noto che Ohlsson, in scadenza di contratto, sarebbe tornato ad essere un giocatore dell'IFK Göteborg a partire dal gennaio seguente, questa volta con un accordo di tre anni.
Durante la stagione 2017, rivelatasi piuttosto travagliata per la squadra, Ohlsson in campionato ha collezionato solo 6 presenze, di cui 5 partendo dalla panchina. Nell'anno seguente, anch'esso travagliato a livello di risultati, il giocatore ha ottenuto più spazio, riuscendo a collezionare 26 presenze sulle 30 totali sotto la guida del nuovo tecnico Poya Asbaghi. Nel marzo 2019, qualche giorno prima dell'inizio dell'Allsvenskan di quell'anno, è stato ufficialmente nominato nuovo capitano della squadra.
Il 30 agosto 2019, a pochi mesi dalla scadenza contrattuale, Ohlsson è stato acquistato dal St. Pauli, militante nella seconda serie tedesca. La sua permanenza in Germania è durata tre stagioni, durante le quali è stato utilizzato principalmente da terzino destro. Ha disputato complessivamente 54 partite di campionato, considerando anche un paio di infortuni riportati rispettivamente nel marzo 2021 e nel febbraio 2022.
Il 22 settembre 2022 l'IFK Göteborg ha ufficializzato il ritorno del giocatore con un contratto biennale valido a partire dal gennaio seguente, una volta riaperto il calciomercato svedese.